# Как украсть миллион
«Как украсть миллион» (англ. How to Steal a Million) — американский комедийный фильм режиссёра Уильяма Уайлера с Одри Хепбёрн и Питером О’Тулом в главных ролях. Лента номинировалась на премию Гильдии сценаристов США за лучший сценарий к американской комедии.

## Сюжет
Действие происходит во Франции, в Париже в 1960-х годах. Шарль Боннэ — талантливый художник-любитель — пишет великолепные подделки в стиле знаменитых импрессионистов и продаёт их как оригиналы на престижных аукционах. Кроме того, хранящуюся в доме Боннэ семейную реликвию (работы отца Шарля Боннэ, которому позировала его жена) — статуэтку обнажённой Венеры, которую он представляет как работу великого итальянского скульптора Бенвенуто Челлини — предложено экспонировать на пафосной выставке частных коллекций в престижной галерее искусств «Клебер-Лафайет». Несмотря на предостережения дочери Николь, которая опасается, что обман может раскрыться, папаша Боннэ соглашается выставить статуэтку на выставку. «Венеру» с президентскими почестями доставляют в галерею «Клебер-Лафайет».
Поздно вечером, пока её отец наслаждается открытием выставки, Николь обнаруживает дома таинственного визитёра. Он явно интересуется живописью и отколупывает кусочек краски со свежей подделки под Ван Гога. Николь решает, что в особняк Боннэ забрался вор-домушник и случайно слегка ранит его из снятого со стены старинного капсюльного пистолета. Опасаясь раскрытия авантюр отца, она не сообщает в полицию о происшествии, более того, она помогает «тяжело раненому» скрыться от правосудия и даже подвозит его до фешенебельного отеля «Риц». В конце вечера между ними «вспыхивает искра».
Тем временем американский миллиардер и страстный коллекционер Девис Лиланд (ему уже достался поддельный Тулуз-Лотрек из «знаменитой коллекции» папаши Боннэ) видит на выставке «Венеру» и буквально влюбляется в неё. Пытаясь найти способ заполучить «Венеру», он решает выйти на её владельца и для этого знакомится с Николь, но неожиданно увлекается очаровательной француженкой. 
Наутро в особняк Боннэ является работник музея, который предлагает мсье Боннэ подписать договор о страховке «Венеры» на миллион долларов. Боннэ подписывает договор, и только тут выясняется, что обязательным пунктом договора является экспертиза. Для имитатора это катастрофа, безупречный авторитет коллекции Боннэ оказывается под угрозой.
В отчаянии Николь решает обратиться к единственному знакомому ей «профессиональному преступнику», не догадываясь, что давешний «домушник», Саймон Дермот — детектив, специализирующийся на выявлении подделок. Саймон, у которого чувства к Николь пересиливают иные чувства (тем более, что Николь очень похожа на свою бабушку в молодости, с которой её дедушка ваял поддельную «Венеру»), в том числе и чувство долга, соглашается помочь ей выкрасть из музея статуэтку семейства Боннэ.
Тем временем миллионер, который не привык откладывать решения в долгий ящик, делает Николь предложение и даже водружает ей на палец кольцо с огромным бриллиантом, она же торопится «на дело» и по-быстрому соглашается. 
Саймон придумывает и совместно с Николь совершает остроумную кражу статуэтки из музея c тщательной охраной и самой современной системой сигнализации «Идеал».
Узнав о краже, Лиланд не отказывается от своих планов завладеть шедевром и выходит на «преступников» — он готов купить даже краденый предмет. Саймон понимает, что Лиланд никогда не осмелится не только объявить «шедевр» своим, но не станет даже проверять его подлинность инкогнито, и выставляет одним из условий приобретения «Венеры» отказ от Николь, с которой Лиланд обручился всего пару дней назад: все контакты с семейством законного владельца должны быть прекращены, иначе похитители заподозрят какую-то интригу. Статуэтка достаётся миллионеру за необъявленную сумму, Дермоту достаётся нечто более ценное — Николь. В откровенном разговоре с Шарлем Бонне Саймон Дермот открывает карты и отправляет его на покой.
Сами Саймон и Николь уезжают в свадебное путешествие. Однако при выезде герои сталкиваются с очередным любителем шедевров. Влюбленные уезжают, а вот чем заняты папа Боннэ и его «кузен из Южной Америки» — остаётся за кадром. Но раньше «кузен» очень хотел купить у папаши Бонне свеженаписанного Ван Гога.

## В ролях
- Одри Хепбёрн — Николь Боннэ (Надежда Румянцева)[3]
- Питер О’Тул — Саймон Дермотт (Феликс Яворский)
- Хью Гриффит — Шарль Боннэ (Зиновий Гердт)
- Илай Уоллак — Дэвис Лиланд (Алексей Алексеев)
- Шарль Буайе — де Сольни (Владимир Балашов)
- Фернан Граве[англ.] — Грамон (Сергей Курилов)
- Марсель Далио — сеньор Паравидео (Артём Карапетян)
- Жак Марен — начальник стражи (Юрий Саранцев)
- Эдвард Малин[англ.] — страховой агент (Георгий Вицин)
- Роже Тревилль[фр.] — аукционер (Александр Белявский)
- Мусташ[фр.] — охранник
- Берт Бертрам — Марсель

## Съёмки фильма
- Съёмки фильма начались со сцен, когда герои Хепбёрн и О’Тула прячутся в музейном чулане, чтобы затем выкрасть «Венеру». На съёмки этих эпизодов потребовалось 11 дней. Один из биографов Хепбёрн утверждает, что исполнители главных ролей едва сдерживали смех и портили дубль за дублем.
- Натурой для музея Клебер-Лафайет, послужил художественный музей Карнавале, расположенный в III округе Парижа в районе Маре. Залы музея Клебер-Лафайет были построены в съёмочном павильоне в пригороде Парижа Булонь Бийанкур. За $100 тыс. художник-постановщик Александр Траунер собрал коллекцию поддельных полотен Ренуара, Рубенса, Моне, Сезана и т. д., а ещё за $50 тыс. приобрел для них аутентичные старинные рамы.

Особняк где проживала Николь Боннэ с отцом, был расположен по адресу: Paris, Neuilly-sur-Seine, Rue Parmentier 38. В настоящее время этот особняк снесён, на его месте построен многоквартирный жилой дом. Кирпичная будка слева от въездных ворот, сохранилась. 

### Съёмочная группа
- режиссёр — Уильям Уайлер
- авторы сценария: Джордж Бредшоу, Гарри Курнитц
- оператор — Чарльз Лэнг
- художник — Александр Траунер
- композитор — Джон Уильямс
- продюсер — Фред Кольмар

## Техническая информация
- Тип плёнки — цветная
- Дата выхода — 13 июля 1966 года (США), советский прокат — 1975 год (две серии)
- Продолжительность — 123 минуты
- Дубляж
  - киностудия — «Мосфильм»
  - режиссёр — Евгений Алексеев
  - звукооператор — В. Кузнецов
  - русский синхронный текст — Зинаида Целиковская
  - редактор — Лидия Балашова

## Критика
Комедия показала себя достаточно хорошо в прокате, однако от критиков получила смешанные отзывы. Так, кинокритик «Нью-Йорк таймс» Босли Краузер написал, что всё, что происходит в фильме — «нелепо и невероятно», при этом добавив, что в нём «восхищает всё вокруг — мисс Хепбёрн, мистер О’Тул, мистер Гриффин, Илай Уоллак в роли богатого американского коллекционера и сценарист Гарри Кернитц, и, особенно, Уильям Уайлер, который всё это поставил с юмором и стилем». Журнал Variety в свою очередь обратил внимание на «использование с большой выгодой реальной натуры, что придало истории необычный визуальный интерес». С другой стороны, Ричард Шикел в журнале «Лайф» раскритиковал фильм за то, что это «всего лишь ещё одна удручающе типичная „большая“ комедия наших дней, в которой слишком много костюмов, но мало смеха», а Полин Кейл в The New Yorker отметила «дорогой актёрский состав этого анемичного комедийно-романтического саспенса», резюмировав, что «картина не противная, и достаточно красивая, но скучная и пустая». Как пишет Линбергс, «сегодняшние зрители, вероятно, с удовольствием смотрят эту лёгкую картину с обманами и подменой личностей в сверкающем художественном мире Парижа».